# Alison Fernandez
Alison Fernandez (Brooklyn, Nueva York; 20 de julio de 2005) es una joven actriz estadounidense, reconocida por su trabajo en Once Upon a Time como Lucy Mills,y en la película de 2017 Logan como Delilah.Ha tenido papeles recurrentes en Orange Is the New Black de Netflix y Jane the Virgin de The CW como la joven Jane.

## Primeros años
Fernandez nació en Brooklyn, Nueva York. Comenzó su carrera como actriz a los cinco años en los teatros comunitarios de la ciudad de Nueva York. Ella es la hija de Manuel Fernandez, que ha sido su gerente desde el momento en que comenzó a actuar. Tiene una hermana mayor, Sabrina, que también es actriz. Fernandez recibió su educación en actuación para teatro, cantante y coreografía en A Class Act N.Y.

## Carrera
Fernandez interpretó a Zara Amaro, la hija de Nick Amaro en Law & Order: Special Victims Unit en 2011. Hizo su debut cinematográfico en la película de 2014 Teenage Mutant Ninja Turtles pero sin acreditar como Rosa Mendez.
En 2016, consiguió papeles como invitada en tres programas, Fresh Off The Boat, Another Period y Jane the Virgin. En 2017 fue estrella invitada en Once Upon a Time como Lucy, y luego tuvo un papel protagonista habitual en la séptima temporada. Apareció en película de X-Men Logan como Delilah, y actualmente es recurrente en la serie de dramática de Netflix Orange Is the New Black después de haber aparecido por primera vez en la serie de 2013.
Ella coprotagonizó Life-Size 2 de Freeform en diciembre de 2018 junto a Tyra Banks y Francia Raísa. Fernandez también consiguió el papel de Amber en Team Kaylie. Luego obtuvo el papel de Pepper Paloma en Upside Down Magic.Más tarde, asumió el papel como Angelica en el doblaje en inglés de la película francesa Guapis.
Desde 2021 hasta 2022, interpretando como Malsie de la serie animada de Disney Junior The Chicken Squad. Al año siguiente, en 2022, participó como voces adicionales de la película animada de Disney Turning Red. Más tarde, protagonizó a la película navideña Christmas, No Filter como Becky.

## Filmografía

### Películas
| Año  | Título                                                | Personaje                        | Notas                  |
| ---- | ----------------------------------------------------- | -------------------------------- | ---------------------- |
| 2012 | Teacher of the Year                                   | Lisa Fennelly                    | Cortometraje           |
| 2014 | Teenage Mutant Ninja Turtles                          | Rosa Mendez                      | Sin acreditar          |
| 2014 | MOMMAP                                                | Amy García                       |                        |
| 2016 | The Death of Eva Sofia Valdez                         | Isabel Valdez                    | Telefilme              |
| 2016 | Recuerdos del ayer                                    | Taeko Okajima (Joven)            | Voz, Doblaje en inglés |
| 2016 | Power Play                                            | Sally                            | Cortometraje           |
| 2016 | The Curious Kitty & Friends                           | Mimmi                            | Voz                    |
| 2017 | Logan                                                 | Delilah                          |                        |
| 2017 | An American Girl Story: Summer Camp, Friends for Life | Paz                              | Telefilmes             |
| 2018 | Life Size 2                                           | Lex                              | Telefilmes             |
| 2019 | Devil's Whisper                                       | Alicia                           |                        |
| 2020 | Guapis                                                | Angelica (Médina El Aidi-Azouni) | Doblaje en inglés      |
| 2022 | Turning Red                                           | Voces adicionales                |                        |
| 2022 | Christmas, No Filter                                  | Becky                            |                        |

### Televisión
| Año             | Título                               | Personaje              | Notas                                                                                         |
| --------------- | ------------------------------------ | ---------------------- | --------------------------------------------------------------------------------------------- |
| 2011-2015       | Law & Order: Special Victims Unit    | Zara Amaro             | 10 episodios; recurrente (temporadas 13-16)                                                   |
| 2012            | Celebrity Ghost Stories              | Leticia                | Episodio: «Dick Cavett/Monica Keena/Ace Young/Paul Iacono»                                    |
| 2013-2015       | Orange Is the New Black              | Eva                    | Episodios: «The Chickering», «Bed Bugs and Beyond» & «Trust No Bitch»                         |
| 2015            | One Bad Choice                       | Catalina               | Episodio: «Jessica Rasdall»                                                                   |
| 2016            | Clarence                             | Niña                   | Voz, episodio: «Clarence & Sumo's Rexcellent Adventure»                                       |
| 2016            | Fresh Off The Boat                   | Sharlene               | Episodios: «Week in Rewiew», & «Breaking Chains»                                              |
| 2016            | Another Period                       | Ethanney               | Episodio: «Servants' Disease»                                                                 |
| 2016-2017       | We Bare Bears                        | Voces adicionales      | 5 episodios; invitada (temporadas 2-3)                                                        |
| 2016-2017; 2019 | Jane the Virgin                      | Jane (Joven)           | Episodios: «Chapter Thirty-Seven», «Chapter Sixty» & «Chapter Eight-Three»                    |
| 2017-2018       | Vampirina                            | Voces adicionales      | Episodios: «The Sleepover/Portait of a Vampire» & «Vee Is For Valentine/Scaredtitute Teacher» |
| 2016-2018       | Once Upon a Time                     | Lucy Mills/Lucy Vidrio | 24 episodios; Invitada (temporada 6) Papel principal (temporada 7)                            |
| 2019-2020       | Team Kaylie                          | Amber                  | 20 episodios; papel principal                                                                 |
| 2019            | For the People                       | Emma Collins           | Episodio: «One Big Happy Family»                                                              |
| 2020            | Sydney to the Max                    | Chloe                  | Episodio: «The Lunch Club»                                                                    |
| 2020            | Alexis Joy VIP Access                | Ella misma             | Episodio: «Upside-Down Magic Press Junket»                                                    |
| 2020            | Upside Down Magic                    | Pepper Paloma          | Disney Channel Original Movie                                                                 |
| 2021            | Raven's Home                         | Olivia                 | Episodio: «Fresh Off the Note»                                                                |
| 2021            | The 42nd Annual Young Artists Awards | Ella misma             | Nominada; Especial de TV                                                                      |
| 2021-2022       | The Chicken Squad                    | Maisie                 | Voz, 4 episodios                                                                              |